# Puerto Adolfo López Mateos
Puerto Adolfo López Mateos es uno de los principales puertos comerciales y turísticos del Municipio de Comondú en la entidad federativa de Baja California Sur en México. 
Se ubica a 28 kilómetros de Puerto San Carlos y a 63 km de Ciudad Constitución y es parte del extenso complejo lagunero de la Bahía de Magdalena, es considerado un Santuario para la Ballena Gris Eschrichtius Robustus  y es uno de los lugares más reconocidos para su avistamiento.
Año tras año en temporada invernal arriban a las costas de esta bahía diversos ejemplares de cetáceos, entre ellos la Ballena Gris, que han elegido las costas mexicanas ubicadas en Baja California Sur para aparearse, reproducirse y realizar el alumbramiento de sus ballenatos en esta zona; provenientes de las costas de Canadá y el Ártico.

## Avistamiento de Ballenas
La temporada en la que las ballenas grises viajan a esta zona del Océano Pacífico es en los meses de enero, febrero y marzo, fechas en donde turistas y personas interesadas en el estudio de estos mamíferos marinos, acuden de diversas partes de México y el mundo para disfrutar de la tranquilidad y paz que transmiten al permanecer en nuestro litoral.
Las y los pobladores se han organizado en cooperativas para la atención del turismo y ofrecen de manera organizada los servicios de viajes en lancha para poder observar a las ballenas y sus crías.
El turismo juega un papel importante en la economía del municipio, aunque también hay presencia de plantas procesadoras y empacadoras como parte de la actividad pesquera que se realiza durante todo el año.

## Festival Internacional de la Ballena Gris
Para darle una mayor identidad al Puerto Adolfo López Mateos y destacarlo como Santuario de la Ballena Gris, se realiza el Festival de la Ballena todos los años los viernes, sábados y domingos. Los días en los que se realiza dicho evento suelen variar debido a que se espera a que coincida con el 5 de febrero, debido a que se aprovecha ese día festivo en donde no se trabaja, ya que se conmemora el aniversario de la promulgación de la Constitución Política de los Estados Unidos Mexicanos, aunque este día se suele mover al primer lunes de febrero. Por ejemplo: El Festival Internacional de la Ballena Gris del año 2025 se celebró en los días viernes 31 de enero, sábado 01 de febrero y domingo 02 de febrero. De esta forma se aprovecha el día festivo del lunes 03 de febrero en donde las familias aprovechan a regresarse a su lugar de destino.  
Este Festival cuenta con actividades recreativas, deportivas y culturales, y tiene como objetivos generar un sentido de pertenencia en la comunidad y aumentar el flujo de visitantes.